# Mustalagummi, Challakere
Mustalagummi là một làng thuộc tehsil Challakere, huyện Chitradurga, bang Karnataka, Ấn Độ.